# Banqueroute
 (août 2023).
 (août 2023).
Si vous disposez d'ouvrages ou d'articles de référence ou si vous connaissez des sites web de qualité traitant du thème abordé ici, merci de compléter l'article en donnant les références utiles à sa vérifiabilité et en les liant à la section « Notes et références ».

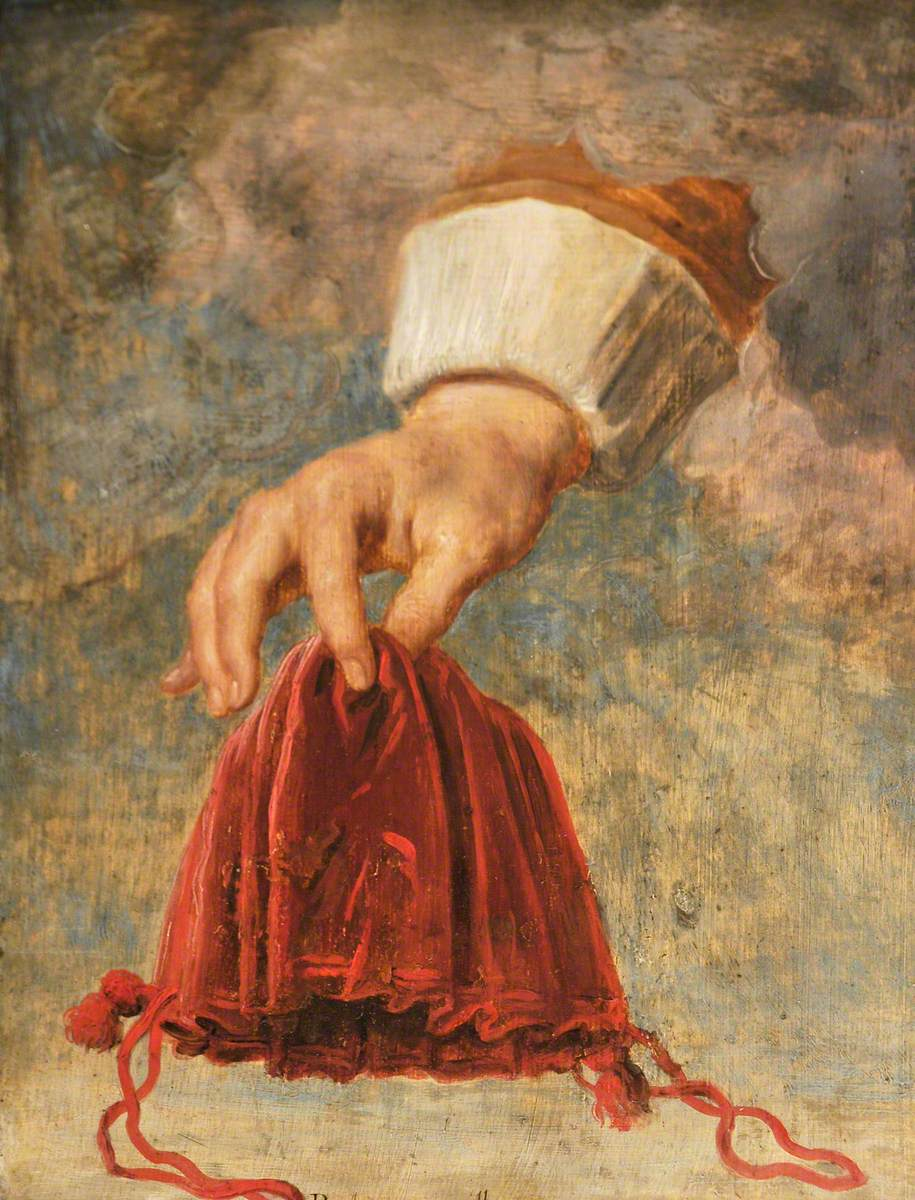
Allégorie d'« Il n'y a pas de pire souffrance » (École de Rubens).

La banqueroute est la cessation de paiements de la part d'un négociant devenu insolvable. Elle était au XIXe siècle, considérée comme une faute personnelle, marquant l'homme failli pour le reste de sa vie.

## Origine de l'expression
L'expression découle de l'italien banca rotta ou bancarotta, de banca, banque, et rotta, rompu (de ruptus, rompu de rumpere, rompre) : mot à mot, « banc rompu » ; pour la raison que l'on cassait le banc qu'avait le commerçant sur les marchés.
L'Encyclopédie renseigne que les banquiers avaient autrefois des bancs dans les places publiques et dans les lieux où se tenaient les foires ; c’était là qu'ils faisaient leur commerce d’argent et de lettres de change. Quand un banquier faisait faillite, on rompait son banc, comme pour avertir le public que celui à qui avait appartenu le banc rompu n’était plus en état de continuer son négoce ; et comme cet usage était très ordinaire en Italie, on pense que le terme de banqueroute, dont on se sert en France, vient des mots italiens « banco rotto », qui signifient banc rompu.

## Droit par pays

### Canada
La Loi sur la faillite et l'insolvabilité du Canada n'utilise pas le terme « banqueroute ». L'article 198 de cette loi contient toutefois des dispositions qui créent des infractions en matière de faillite frauduleuse.
Le droit canadien de la faillite d'aujourd'hui est une évolution par rapport au droit anglais et au droit colonial bas-canadien du début du XIXe siècle, qui ne traitaient pratiquement que de la banqueroute, c'est-à-dire que les lois de l'époque avaient tendance à présumer que les faillis s'étaient rendus coupables de comportements frauduleux, alors que ce n'était pas nécessairement vrai dans tous les cas,.

### États-Unis
Les banqueroutes relèvent principalement du système judiciaire fédéral.

### France

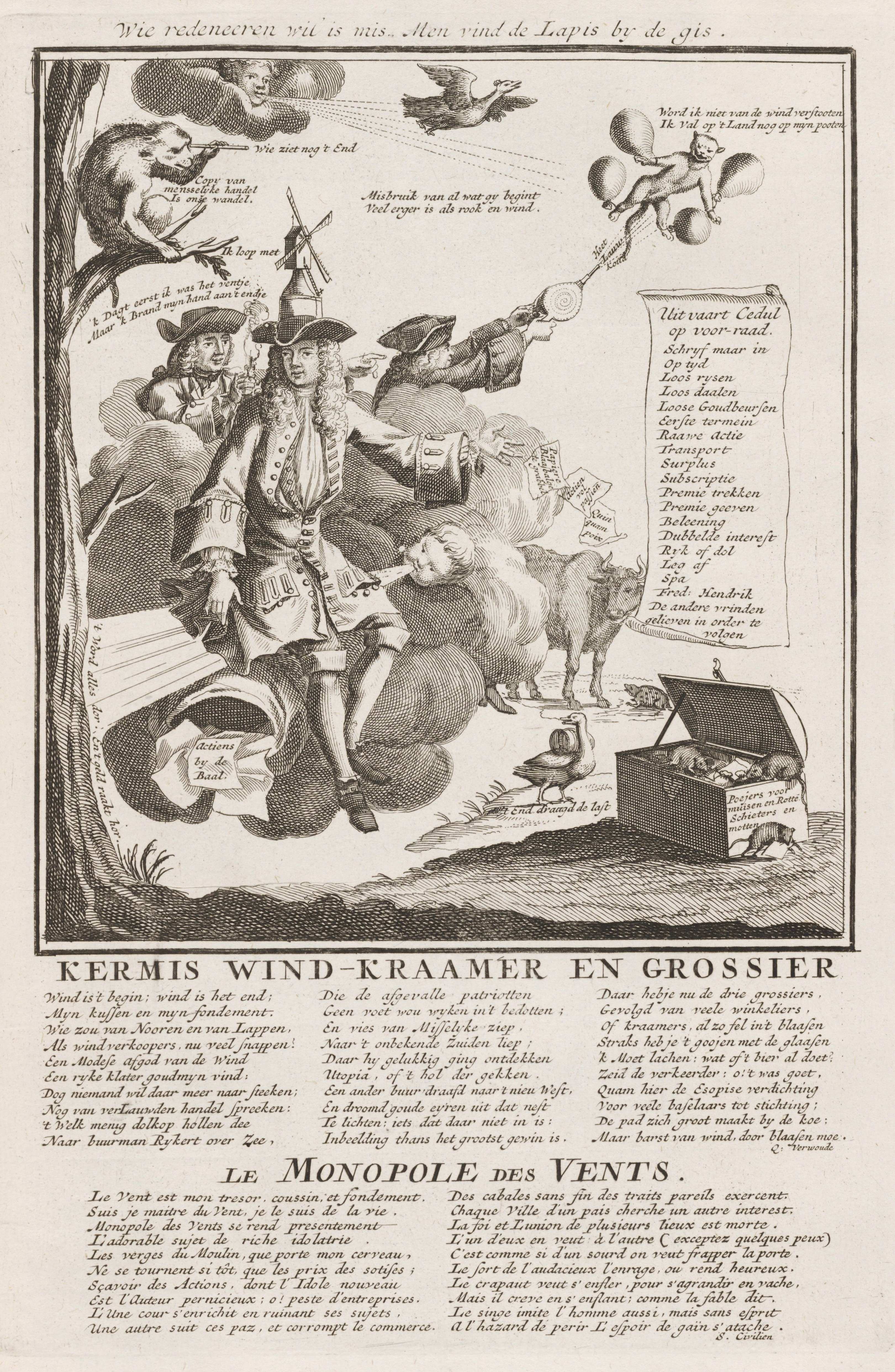
La faillite de la Compagnie du Mississippi (1720).

En termes de jurisprudence, c'est la faillite coupable et punie par la loi ; banqueroute simple, lorsqu'il y a faute seulement ; banqueroute frauduleuse, lorsqu'il y a fraude : distinction introduite par le Code de commerce de 1808. Banqueroute se dit spécialement de l'État, lorsque la loi abolit tout ou partie de la dette publique, volontairement ou forcément.
La banqueroute est l'état d'un commerçant failli qui se trouve dans un cas de dol ou de faute grave prévu par la loi ; on le dit dans le langage ordinaire au lieu de déconfiture et faillite.
La déconfiture est l'état d'insolvabilité d'un débiteur, non commerçant ; on le dit dans le langage ordinaire pour banqueroute et faillite. La faillite est l'état de cessation des paiements d'un commerçant ; on le dit abusivement pour déconfiture et banqueroute